# آدم جنسن
آدم جنسن هو شخصية من الاله السابق Deux Ex ، وهي سلسلة من ألعاب فيديو لعب الادوار. إنه بطل الرواية الرئيسي والشخصية القابلة للعب في دو اكس :هومان ديفد (2011) وتكملة لها البشالمنقسمة (2016)، التي طورتها شركةايدوس مونترال . كما أنه يظهر كشخصية في الوسائط المرتبطة. بصفته رئيسًا أمنيًا لشركة ساريف انديستري الرائدة في مجال التكنولوجيا، فقد أصيب بالشلل بسبب هجوم للمرتزقة، مما دفع صريف للصناعات صريف اندستريك Sarif Industries إلى زرع "تعزيزات"اعضاء صناعية متقدمة له على نطاق واسع دون موافقته. مما أدى به إلى صراع مع جمعية المتنويرين السرية. يعمل مع مجموعة مكافحة الإرهاب TF29 بينما كان يعمل كعميل لمجموعة معارضة المتنورين.
تم إنشاء جنسن بواسطة الكاتبة الرئيسية في هومان ريفولتيون 's ديمارل باعتبارها بطلة ذات شخصية محددة، وتحتاج إلى موازنة ذلك مع السرد القائم على الاختيار في اللعبة. كان تصميمه للفنان جيم موراي بمثابة تكريم لأبطال السيبربانك الكلاسيكيين. إلى عن على البشرية المنقسمة ، تم تعديل مظهره وشخصيته ليعكس موضوعات اللعبة ونغمتها. شارك في تصميم معطفه مصمم الأزياء الألماني إيرولسون هيو. في جميع مظاهره، تم التعبير عنه بواسطة إلياس توفيكسيس ، الذي قدم أيضًا التقاط الأداء الكامل لـ البشرية منقسمة . لقد شهدت الشخصية الحد الأدنى من التعليقات، حيث لاحظ الصحفيون بشكل عام افتقاره إلى الشخصية المميزة. ركز التعليق الأكاديمي على التعامل مع زيادته القسرية.